# Fort Henry (Canada)
Pour les articles homonymes, voir Fort Henry.
Le fort Henry se trouve à Kingston en Ontario au Canada sur la pointe Henry, un point stratégique près de l'embouchure de la rivière Cataraqui qui se déverse à cet endroit dans le fleuve Saint-Laurent à l'extrémité haute des Mille-Îles. Il est reconnu en tant que le lieu historique national du Fort-Henry.

## Origines
Le fort originel a été construit pendant la guerre de 1812, au temps où cette zone était comprise dans la région du Haut-Canada. Les britanniques voulaient anticiper la possibilité d'une attaque américaine sur la pointe Henry, due à la proximité des chantiers navals de la Royal Navy (site actuel du Collège militaire royal du Canada), à l'extrémité Est du lac Ontario. La perte de cette route maritime vitale aurait en effet coupé les approvisionnements vers la ville de Kingston et le reste du Haut-Canada.
Le fort actuel a été construit entre 1832 et 1837. Le but était de protéger l'accès au canal Rideau qui avait été creusé pour être une alternative à la route maritime passant par le Saint-Laurent.  Il était prévu de bâtir tout un système défensif mais les dépassements de budget lors de la réalisation du canal limitèrent les constructions à quatre tours Martello et à un fort. À cette époque, ces fortifications représentaient le système défensif le plus important à l'ouest de la ville de Québec. Parmi les régiments historiques qui ont stationné dans ce fort, il y eut les Black Watch, les Argyll and Sutherland Highlanders et les Royal Welsh Fusiliers. Le fort n'eut jamais à subir aucune attaque.
L'armée britannique abandonna le fort en 1870, peu après la création de la confédération canadienne. Il a été occupé par les troupes canadiennes jusqu'en 1891. Le fort fut le témoin de la création de l'artillerie royale canadienne (Royal Canadian Horse Artillery), l'une des premières unités de l'armée canadienne, dont la batterie B était stationnée dans le fort. À mesure que les relations avec les États-Unis s'amélioraient, les besoins de défense le long de la frontière diminuaient. À part son utilisation comme camp de prisonniers de guerre (pour les détenus ukrainiens durant la Première Guerre mondiale et pour les soldats allemands de la Luftwaffe et de la Kriegsmarine durant la Seconde Guerre mondiale), le fort Henry fut abandonné par les militaires et tomba en ruines. Sous l'impulsion de Ronald L. Way dans les années trente, les restaurations commencèrent, faisant partie d'un programme d'emploi du gouvernement au moment de la grande dépression. Le fort Henry devint un musée vivant avec l'introduction de la garde du fort, et fut ouvert le 1er août 1938.

## Le fort aujourd'hui
À l'heure actuelle, le fort représente une attraction touristique majeure dans la région de Kingston. Les tours du fort peuvent être utilisées dans le cadre de programmes d'éducation ou simplement être visitées. Le fort en tant que tel est utilisé comme cantonnement par la garde qui, habillée d'uniformes calqués sur ceux utilisés à l'époque, fait démonstration de la vie militaire qui était celle des soldats occupant le fort. Ils guident également les visiteurs sur le site. De nombreuses activités sont effectuées sur le site: la reconstitution historique de manœuvres et tactiques, la parade de la garnison et des parades avec de jeunes visiteurs, habillés d'uniformes et guidés par un membre qualifié de la garde. Il y a également une cérémonie chaque mercredi des mois de juillet et d'août, avec un programme complet de manœuvres, de musique et d'artillerie.

## Reconnaissance
Le Fort Henry a été reconnu deux fois comme lieu historique national, une première fois de manière individuelle en 1923 et une seconde fois avec l'ensemble des fortifications de Kingston en 1989.
La tour divisionnaire est, la caponnière, le magasin de l'intendance et la chambre de tir à revers est, le magasin de l'intendance  et chambre de tir à revers ouest, la courtine et demi-bastions, la galerie de tir de revers ouest, la redoute, la galerie de tir de revers est et la tour divisionnaire ouest ont tous été reconnu ou classé comme « édifice fédéral du patrimoine ».
Finalement, le Fort Henry a été inscrit au patrimoine mondial avec le canal Rideau en 2007.